# Bill Willoughby
William Wesley "Bill" Willoughby (Englewood, Nueva Jersey; 20 de mayo de 1957) es un exjugador de baloncesto estadounidense que jugó durante ocho temporadas en la NBA. Con 2,03 metros de estatura, lo hacía en la posición de ala-pívot. Fue uno de los dos primeros jugadores, junto con Darryl Dawkins, en ser elegidos en el Draft de la NBA directamente desde el high school, sin pasar por la universidad, un año después de que Moses Malone, en las mismas circunstancias, fuera fichado directamente por los Utah Stars de la ABA.

## Trayectoria deportiva

### High School
Jugó durante cuatro temporadas en el Dwight Morrow High School, en las que promedió 30,9 puntos, 18,7 rebotes y 4,8 tapones por partido.

### Profesional
Fue elegido en la decimonovena posición del Draft de la NBA de 1975 por Atlanta Hawks, y también por Denver Nuggets en la segunda ronda del draft de la ABA, fichando por los primeros por 5 años y 1,1 millones de dólares, pero solo jugó dos temporadas, siendo la mejor la 1976-77, en la que promedió 4,9 puntos y 4,4 temporadas.
En 1977 es traspasado a Buffalo Braves a cambio de una futura segunda ronda del draft. Allí juega una temporada, donde mejora su aportación en ataque, promediando 6,9 puntos. Al año siguiente el equipo se traslada a San Diego, pero no cuentan con él, pasando un año en blanco hasta que en la temporada 1979-80 ficha como agente libre con Cleveland Cavaliers. Allí sólo permanece un año, siendo traspasado al siguiente a Houston Rockets a cambio de una tercera ronda del draft.
En los Rockets juega dos temporadas, sus mejores a nivel estadístico, sobre todo la última de ellas, en la que hace sus mejores números como profesional al promediar 7,8 puntos por partido. Tras convertirse en agente libre veterano, ficha por San Antonio Spurs, pero a mitad de temporada sería despedido, fichando por New Jersey Nets, donde jugaría la última temporada y media de su carrera como profesional.

## Estadísticas de su carrera en la NBA

### Temporada regular
| Temporada | Edad | Equipo              | Liga | P   | TIT | MIN  | TC  | TCA | %TC  | 3P  | 3PA | %3P  | TL  | TLA | %TL   | R.OF. | R.DEF. | REB | ASIS | ROB | TAP | PER | FP  | PTS |
| 1975-76   | 18   | Atlanta Hawks       | NBA  | 62  |     | 14.0 | 1.8 | 4.6 | .398 |     |     |      | 1.1 | 1.6 | .660  | 1.7   | 3.0    | 4.6 | 0.5  | 0.6 | 0.5 |     | 1.4 | 4.7 |
| 1976-77   | 19   | Atlanta Hawks       | NBA  | 39  |     | 14.1 | 1.9 | 4.3 | .444 |     |     |      | 1.1 | 1.6 | .683  | 1.7   | 2.7    | 4.4 | 0.3  | 0.5 | 0.6 |     | 1.6 | 4.9 |
| 1977-78   | 20   | Buffalo Braves      | NBA  | 56  |     | 19.3 | 2.8 | 6.5 | .430 |     |     |      | 1.1 | 1.4 | .800  | 1.4   | 2.6    | 3.9 | 0.7  | 0.4 | 0.8 | 1.0 | 2.3 | 6.7 |
| 1979-80   | 22   | Cleveland Cavaliers | NBA  | 78  |     | 18.6 | 2.8 | 5.9 | .479 | 0.0 | 0.1 | .111 | 1.2 | 1.6 | .756  | 1.6   | 2.7    | 4.2 | 0.9  | 0.4 | 0.8 | 0.9 | 2.4 | 6.9 |
| 1980-81   | 23   | Houston Rockets     | NBA  | 55  |     | 20.8 | 2.7 | 5.2 | .523 | 0.0 | 0.0 |      | 0.9 | 1.2 | .766  | 1.3   | 2.8    | 4.1 | 1.2  | 0.3 | 0.6 | 1.3 | 1.9 | 6.3 |
| 1981-82   | 24   | Houston Rockets     | NBA  | 69  | 42  | 21.4 | 3.5 | 6.7 | .517 | 0.0 | 0.1 | .429 | 0.8 | 1.1 | .727  | 1.6   | 2.3    | 3.8 | 1.1  | 0.4 | 0.9 | 1.1 | 2.1 | 7.8 |
| 1982-83   | 25   | TOTAL               | NBA  | 62  | 0   | 18.5 | 2.4 | 5.2 | .454 | 0.1 | 0.2 | .429 | 0.7 | 0.9 | .782  | 1.0   | 2.2    | 3.2 | 1.0  | 0.4 | 0.3 | 1.0 | 2.2 | 5.5 |
| 1982-83   | 25   | San Antonio Spurs   | NBA  | 52  | 0   | 20.4 | 2.6 | 5.7 | .461 | 0.1 | 0.3 | .462 | 0.8 | 1.0 | .774  | 1.2   | 2.5    | 3.7 | 1.1  | 0.5 | 0.3 | 1.1 | 2.4 | 6.1 |
| 1982-83   | 25   | New Jersey Nets     | NBA  | 10  | 0   | 8.4  | 1.1 | 2.9 | .379 | 0.0 | 0.1 | .000 | 0.2 | 0.2 | 1.000 | 0.2   | 0.9    | 1.1 | 0.8  | 0.1 | 0.1 | 0.5 | 1.6 | 2.4 |
| 1983-84   | 26   | New Jersey Nets     | NBA  | 67  | 2   | 14.0 | 1.9 | 3.9 | .481 | 0.0 | 0.1 | .000 | 0.8 | 0.9 | .873  | 1.1   | 1.8    | 2.9 | 0.8  | 0.3 | 0.4 | 0.8 | 1.6 | 4.5 |
| Total     |      |                     | NBA  | 488 | 44  | 17.7 | 2.5 | 5.3 | .470 | 0.0 | 0.1 | .270 | 1.0 | 1.3 | .750  | 1.4   | 2.5    | 3.9 | 0.8  | 0.4 | 0.6 | 1.0 | 2.0 | 6.0 |

### Playoffs
| Temporada | Edad | Equipo          | Liga | P  | MIN | TCA | TC  | 3PA | 3P | TLA | TL | R.OF. | REB | ASIS | ROB | TAP | PER | FP | PTS | %TC  | %3P  | %FT   | MIN  | PTS | REB | AST |
| 1980-81   | 23   | Houston Rockets | NBA  | 19 | 417 | 42  | 116 | 0   | 1  | 30  | 40 | 28    | 85  | 22   | 14  | 19  | 23  | 42 | 114 | .362 | .000 | .750  | 21.9 | 6.0 | 4.5 | 1.2 |
| 1981-82   | 24   | Houston Rockets | NBA  | 2  | 17  | 1   | 2   | 0   | 0  | 2   | 2  | 2     | 6   | 1    | 0   | 0   | 1   | 1  | 4   | .500 |      | 1.000 | 8.5  | 2.0 | 3.0 | 0.5 |
| 1983-84   | 26   | New Jersey Nets | NBA  | 3  | 13  | 1   | 3   | 0   | 0  | 0   | 0  | 3     | 3   | 0    | 0   | 0   | 0   | 2  | 2   | .333 |      |       | 4.3  | 0.7 | 1.0 | 0.0 |
| Total     |      |                 | NBA  | 24 | 447 | 44  | 121 | 0   | 1  | 32  | 42 | 33    | 94  | 23   | 14  | 19  | 24  | 45 | 120 | .364 | .000 | .762  | 18.6 | 5.0 | 3.9 | 1.0 |